# Везирова, Фарида Шамиль кызы
Фарида Шамиль кызы Везирова  (азерб. Fəridə Şamil qızı Vəzirova, 15 февраля 1924, Карягинский район — 1986, Баку) — азербайджанский и советский литературовед, кандидат филологических наук (1956), профессор (1980). Участница Великой Отечественной войны. 

## Биография
Родилась 15 февраля 1924 года в селе Сардарлы Карягинского уезда в семье педагогов. В шестилетнем возрасте вместе с семьёй перебралась в Баку.
В 1940 году поступила на факультет филологии Азербайджанского государственного университета (АГУ).
В 1942 году ушла добровольцем на фронт, служила радисткой. После окончания войны продолжила учебу в университете (окончила в 1948 году).
Получив образование, около года была литературным сотрудником газеты «Азербайджан муаллими» («Учитель Азербайджана»), после чего продолжила учёбу в аспирантуре АГУ у М. Дадаш-заде. В 1952 году окончила аспирантуру, кандидатская диссертация была посвящена творчеству Дж. Джаббарлы.
В 1952—1953 годы возглавляла отдел критики журнала «Азербайджан». Много лет преподавала в АГУ на кафедре современной азербайджанской литературы, в 1980 году была удостоена звания профессора.
После смерти М. С. Ордубади была составителем собрания сочинений писателя в 8 томах, выпущенного во второй половине 1960-х годов, также была автором монографии о писателе.
С 1963 года — член Союза писателей.
Скончалась 17 февраля 1986 года.

## Награды
Награждена Орденом Отечественной войны II степени, медалями за военные и трудовые заслуги.